# Initial D: Mountain Vengeance
Initial D: Mountain Vengeance es un videojuego de carreras de 2004 desarrollado por Canopy Games y publicado por ValuSoft para Microsoft Windows. Solo se lanzó en América del Norte. Se basa en la versión de Tokyopop de Initial D y presenta todos los cambios de localización que tuvieron el anime y el manga.

## Sinopsis
Initial D es una serie de anime japonesa sobre las aventuras de Takumi, un repartidor de tofu en su AE86 "Trueno" (Toyota Corolla GT-S). Una noche, cuando un tipo en un auto deportivo nuevo y reluciente no lo deja pasar, Takumi lo adelantó a pesar de estar en un auto aparentemente inferior. Esto desencadenó una serie de eventos en los que debe competir contra algunos de los mejores corredores de la zona.

## Jugabilidad
Se empieza compitiendo con el Toyota Sprinter Trueno AE86 de Tak en las zonas de descenso en Japón, a medida que se avanza, se enfrentan diferentes oponentes del mundo de Initial D y se compite con ellos. A medida que se derrotan a diferentes personas de diferentes bandas, grupos, etc. de carreras callejeras, se puede ganar sus vehículos y puntos de mejora. A medida que se corre, se desbloquea la banda sonora del juego. Se desbloquean diferentes mejoras para el automóvil, como alerones, ruedas, capós, motores, silenciadores, etc.

## Recepción
Initial D: Mountain Vengeance recibió críticas "generalmente desfavorables" de parte de los usuarios según el sitio web agregador de reseñas Metacritic.
El juego fue criticado por su jugabilidad y gráficos descuidados, así como por su banda sonora que consiste en una canción que se reproduce durante todo el juego principal.